# Thaya moravă
Thaya din Moravia sau Thaya moravă (în cehă Moravská Dyje, în germană Mährische Thaya) este un râu din Cehia și Austria, un afluent de stânga al râului Thaya. Curge prin regiunile Vysočina și Boemia de Sud și prin Austria Inferioară. Thaya moravă are o lungime de 68,2 kilometri (42,4 mi). Bazinul său hidrografic are o suprafață de 630,3 kilometri pătrați (243,4 mi2), din care 561,7 kilometri pătrați (216,9 mi2) se găsesc în Cehia.

## Etimologie
Ambele nume Thaya și Dyje își au originea în cuvântul ilir „duja”, care poate fi tradus ca „râu repezit” sau „râu năvalnic”. Prima mențiune scrisă despre Thaya apare în 985, când numele său a fost scris ca Taja.

## Caracteristici

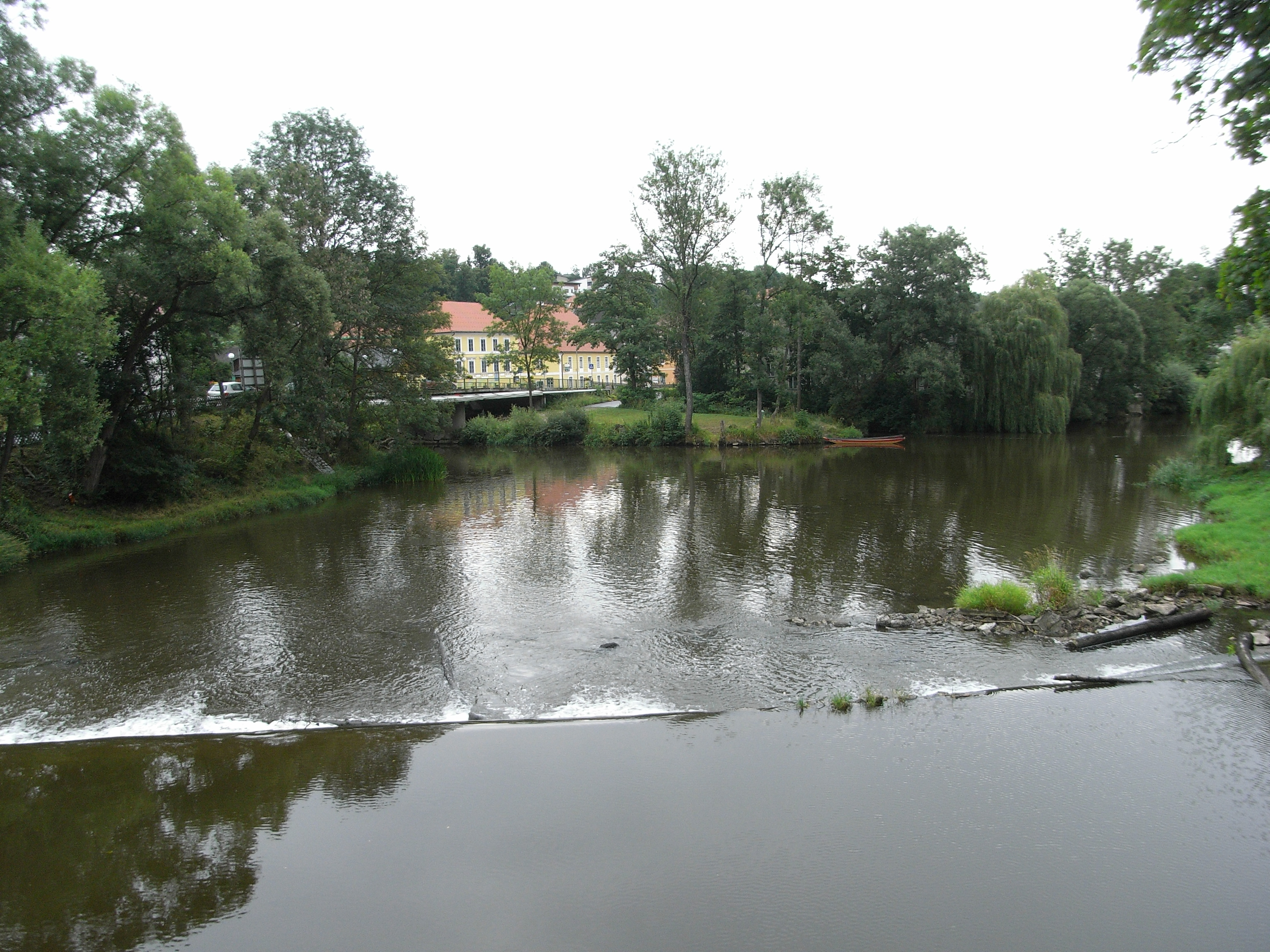
Confluența râului Thaya moravă (stânga) cu Thaya germană

Thaya moravă își are izvorul pe teritoriul comunei Panenská Rozsíčka⁠(d) din Munții Křižanov, la o altitudine de 657 m (2.156 ft) și curge către comuna Raabs an der Thaya⁠(d), unde intră în râul Thaya la o altitudine de 400 m (1.300 ft). Are o lungime de 68,2 kilometri (42,4 mi), din care 55,6 kilometri (34,5 mi) se află în Cehia. Bazinul său hidrografic are o suprafață de 630,3 kilometri pătrați (243,4 mi2), din care 561,7 kilometri pătrați (216,9 mi2) se găsesc în Cehia.
Cei mai lungi afluenți ai râului Thaya moravă sunt:
| Nume afluent      | Lungime (km) | Afluent de |
| ----------------- | ------------ | ---------- |
| Vápovka           | 28,6         | stânga     |
| Bolíkovský potok  | 25,7         | stânga     |
| Myslůvka          | 16,2         | dreapta    |
| Volfířovský potok | 11,6         | dreapta    |
| Telčský potok     | 11,4         | dreapta    |

## Așezări
Cel mai mare oraș de pe râu este Dačice⁠(d). Râul curge prin comunele Panenská Rozsíčka, Bezděkov, Sedlejov, Urbanov, Žatec, Dyjice, Radkov și Černíč din regiunea Vysočina, apoi continuă pe lângă Dačice, Cizkrajov, Staré Hobzí⁠(d) și Písečné⁠(d) în regiunea Boemia de Sud înainte de a trece granița cu Austria.
În Austria, intră în comuna Raabs an der Thaya⁠(d) și curge prin orașul propriu-zis Raabs an der Thaya, unde se unește cu Thaya germană. Mai departe, râul unificat Thaya curge mai mult spre est și reintră iar în Republica Cehă.

## Corpuri de apă

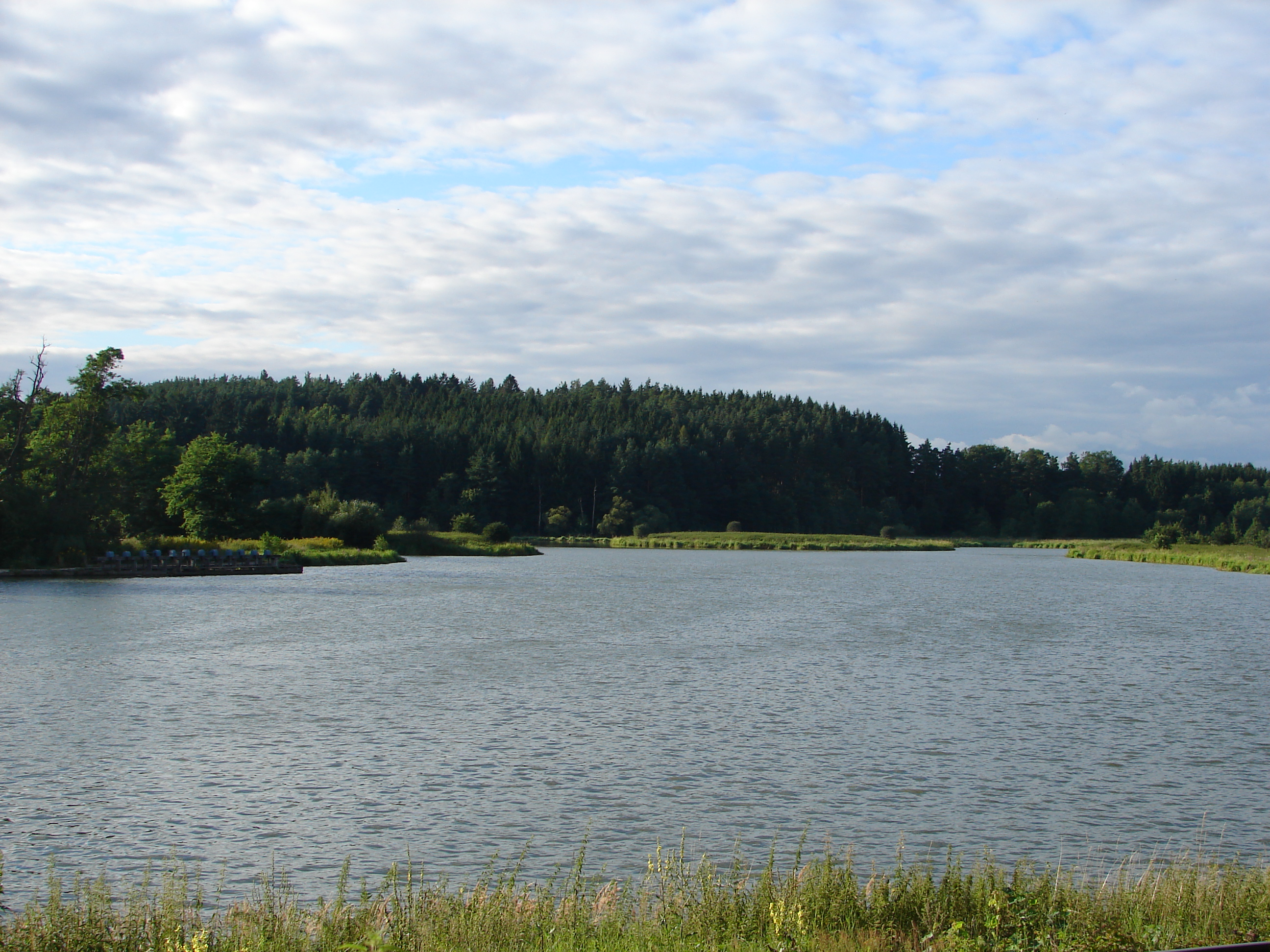
Iazul cu pești Černíčský rybník

Râul alimentează iazul cu pești Černíčský rybník și un mic rezervor de apă denumit Ivanka. 
Cel mai mare corp de apă din zona bazinului este rezervorul Nová Říše cu o suprafață de 45 ha (110 acri).

## Faună
Aproximativ o lungime de 24 kilometri (15 mi) a râului și împrejurimile sale imediate dintre Dačice și granița ceho-austriacă sunt protejate ca monument al naturii Moravská Dyje. Aria protejată se întinde pe o suprafață de 258,61 ha, integral pe uscat. Printre speciile de animale protejate care se găsesc aici se numără vidra de râu eurasiatică (Lutra lutra), Anodonta anatina⁠(d), Unio pictorum⁠(d), Rhodeus sericeus⁠(d), beldița (Alburnoides bipunctatus) și racul de râu european (Astacus astacus).
La baza desemnării sitului Moravská Dyje se află mai multe specii protejate:
- mamifere (1): vidră de râu (Lutra lutra)[9][10]
- pești (1): boarță (Rhodeus amarus)[9]